# Santa Elena, Ascensión y Tristán de Acuña en los Juegos de la Mancomunidad
El territorio de ultramar británico de Santa Elena, Ascensión y Tristán de Acuña, conocido simplemente como "Santa Elena", por ser esta la región más poblada del territorio, ha competido en cinco Juegos de la Mancomunidad. La primera fue en 1982, regresando después de dieciséis años en 1998. Han competido en cada uno de los subsiguientes juegos hasta la fecha. Santa Elena nunca ha ganado una medalla. Su código es SHN y su comité el National Sports Association of Saint Helena, que posee sede en Jamestown y que organiza los equipos que van a participar en los juegos y en su versión juvenil. El presidente de la organización es Eric Benjamin y el secretario es Pamela Young.
El territorio cambió su nombre en 2009, ya que anteriormente era conocido como "Santa Helena y sus dependencias". La lejanía del territorio y la falta de conexiones de transporte con el resto del mundo hace que sea difícil para los equipos para llegar a los juegos.

## Paritipaciones
- Santa Elena, Ascensión y Tristán de Acuña en los Juegos de la Mancomunidad de 2010
- Santa Elena, Ascensión y Tristán de Acuña en los Juegos de la Mancomunidad de 2006